# Goszawank
Klasztor Goszawank (orm. Գոշավանք, "klasztor Gosza"; dawniej Nor-Getik, Նոր Գետիկ, "Nowy Getik") – klasztor ormiański założony przez Mechitara Gosza w Gosh, Prowincja Tawusz, Armenia.

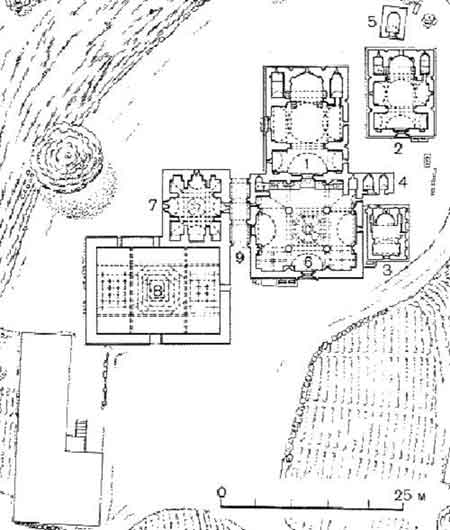
Plan klasztoru:
1. St. Astvatsatsin Church (1191-1196)
2. St. Gregory Church (1208-1241)
3. St. Gregory the Illuminator Church (1237-1241)
4. Double chapel
5. Single chapel
6. Gavit of St. Astvatsatsin church (1197-1203)
7. Bell-tower and book depository (1241-1291)
8. School building (13th c)
9. Gallery (13th cc)

## Galeria

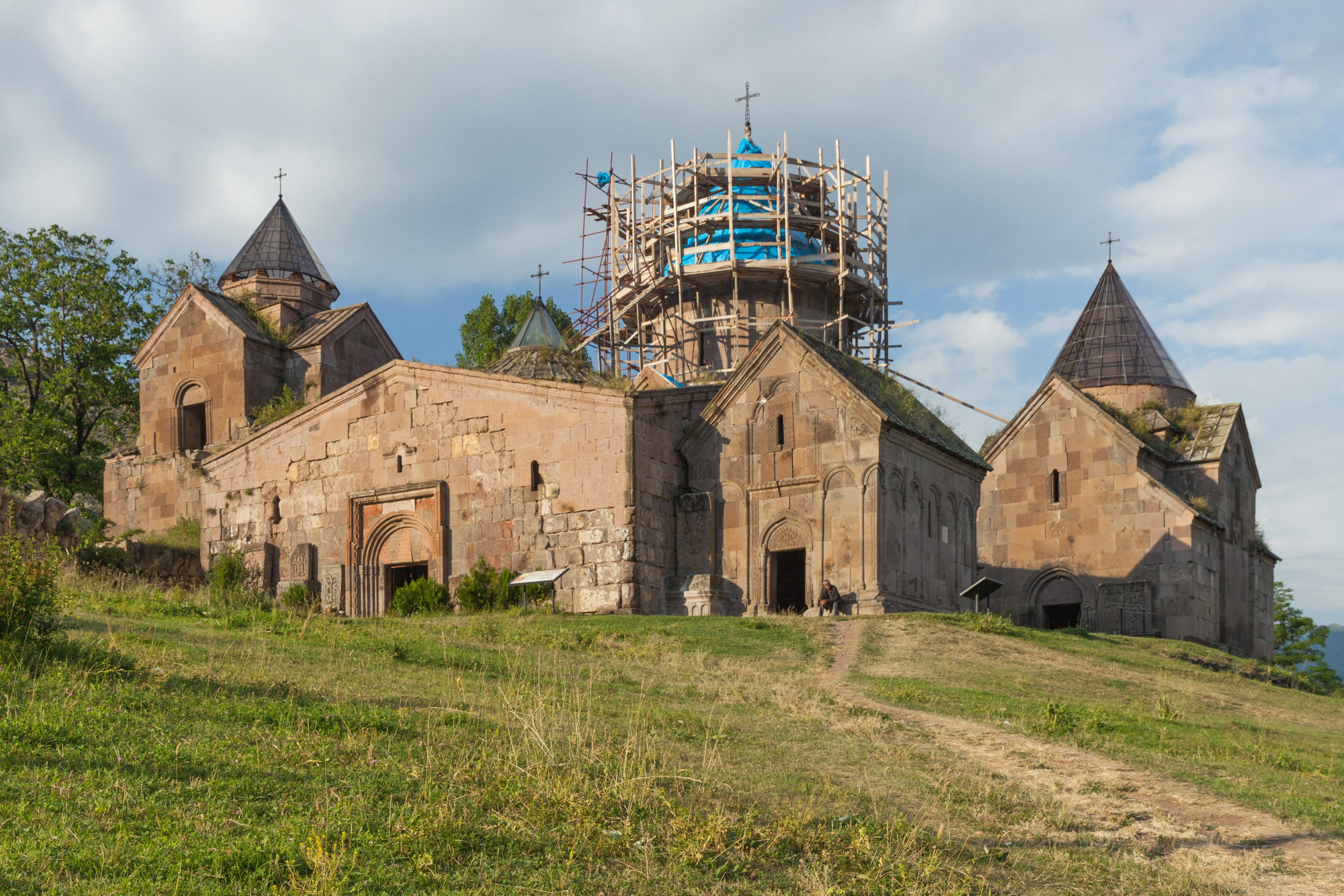
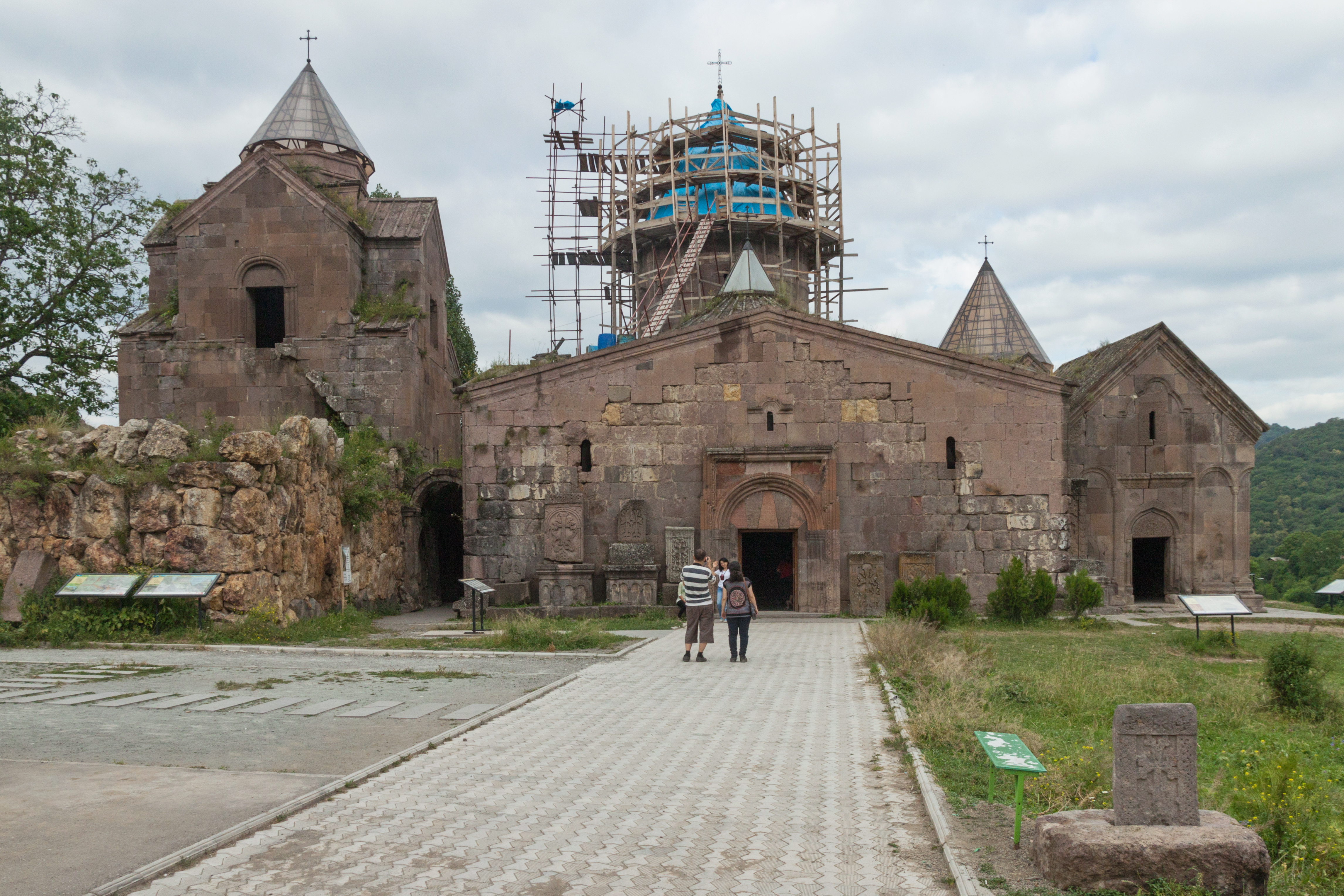
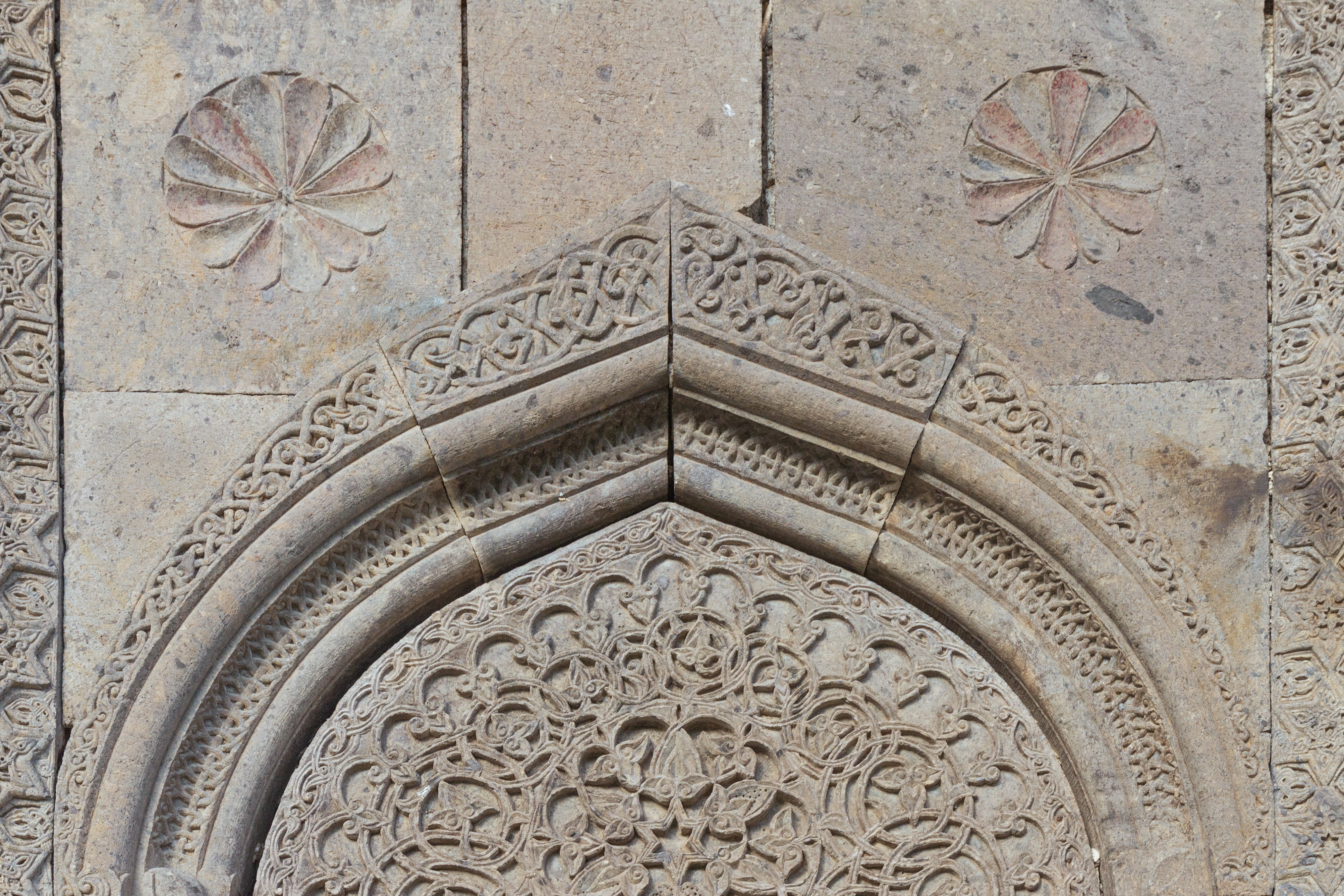
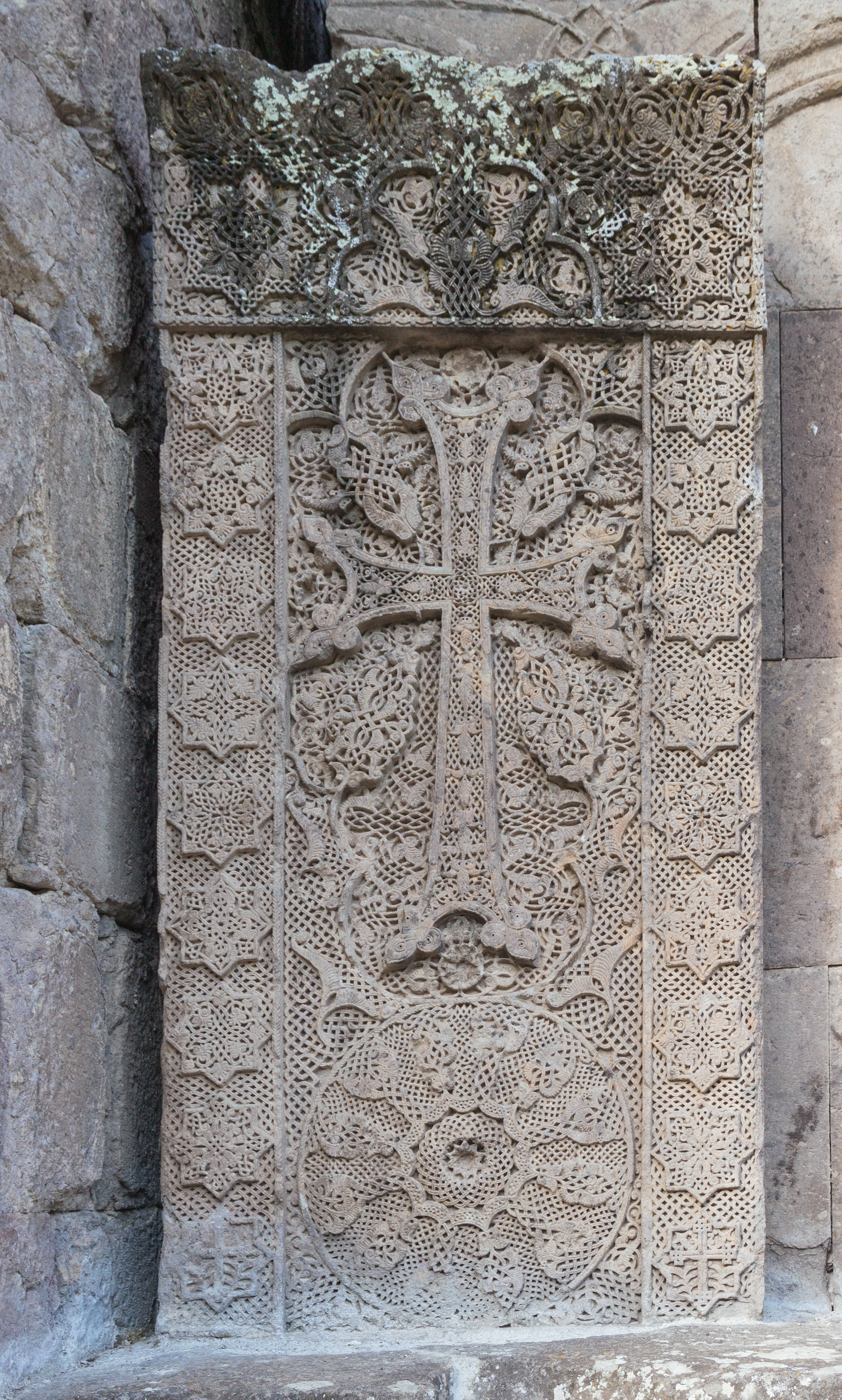